# Kung Björns grav

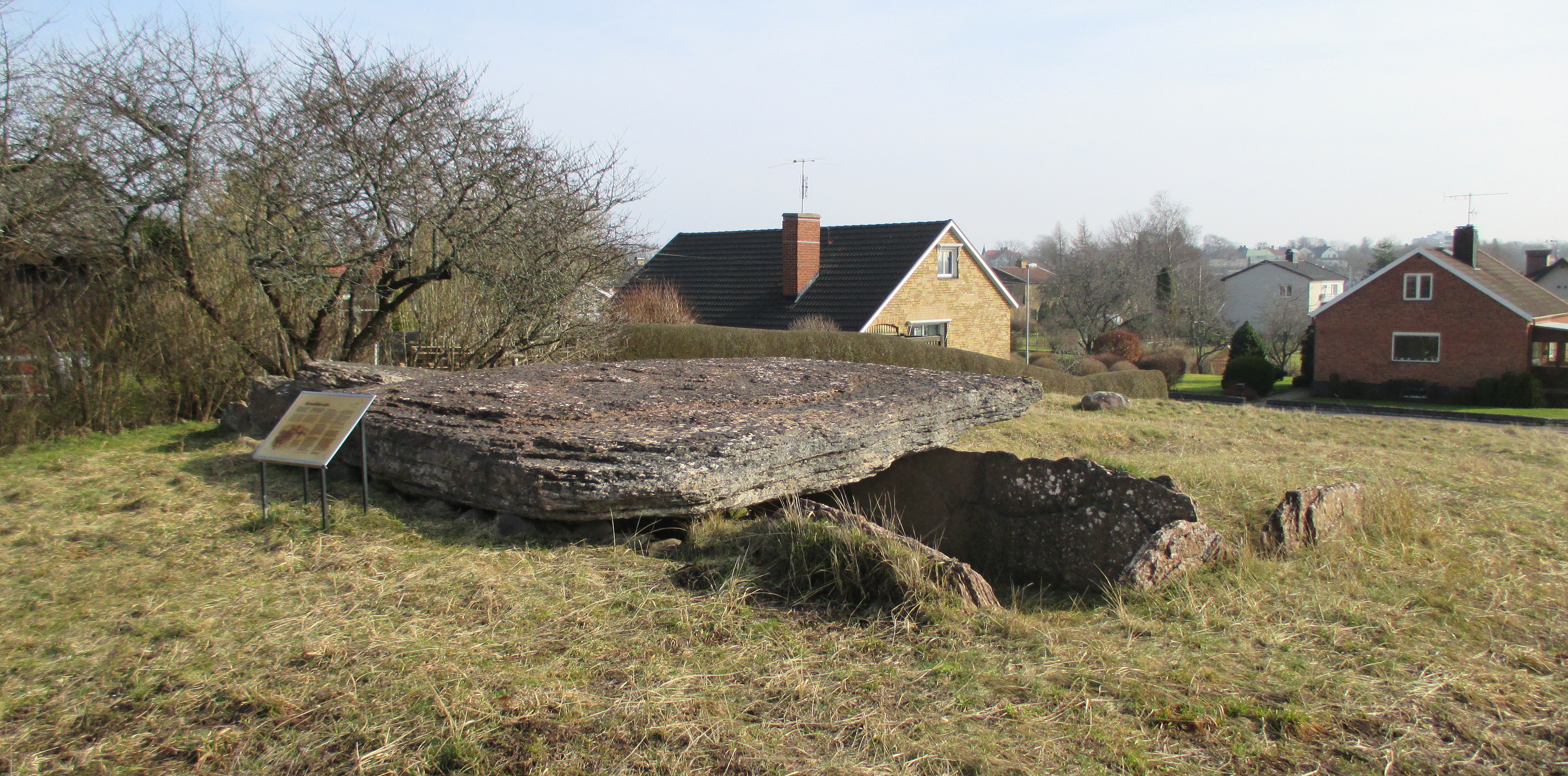
Kung Björns Grav

Kung Björns grav (deutsch König Björns Grab (auch Kung Björns hög oder Gläshall genannt; RAÄ-Nr. Falköping 18:1) liegt auf der Westseite der Bahnlinie, zwischen Danska Vägen und der Erik Dahlbergsgatan, in einem Vorort von Falköping  in Västergötland in Schweden.
Das Ganggrab ist eine Bauform jungsteinzeitlicher Megalithanlagen, etwa 3500–2800 v. Chr., die aus einer Kammer und einem baulich abgesetzten, lateralen Gang besteht. Diese Form ist primär in Dänemark, Deutschland und Skandinavien, sowie vereinzelt in Frankreich und den Niederlanden zu finden.
Früher hieß das Ganggrab Gläshall, wurde aber im 18. Jahrhundert umbenannt. Die Steine der Megalithanlage der Trichterbecherkultur (TBK) sind aus Kalkstein, was ungewöhnlich ist. Die Steine des Ganges sind nicht mehr vorhanden. Das Ganggrab verfügt über einen Hügel von etwa 20 m Durchmesser und 0,6 m Resthöhe. Die trapezoide Kammer ist 10,5 Meter lang und variiert in der Breite zwischen 2,9 und 2,1 Meter. Der Hauptdeckstein misst 4,9 × 4,4 Meter und wird im Nordkreis der TBK nicht übertroffen.

Kung Björns grav
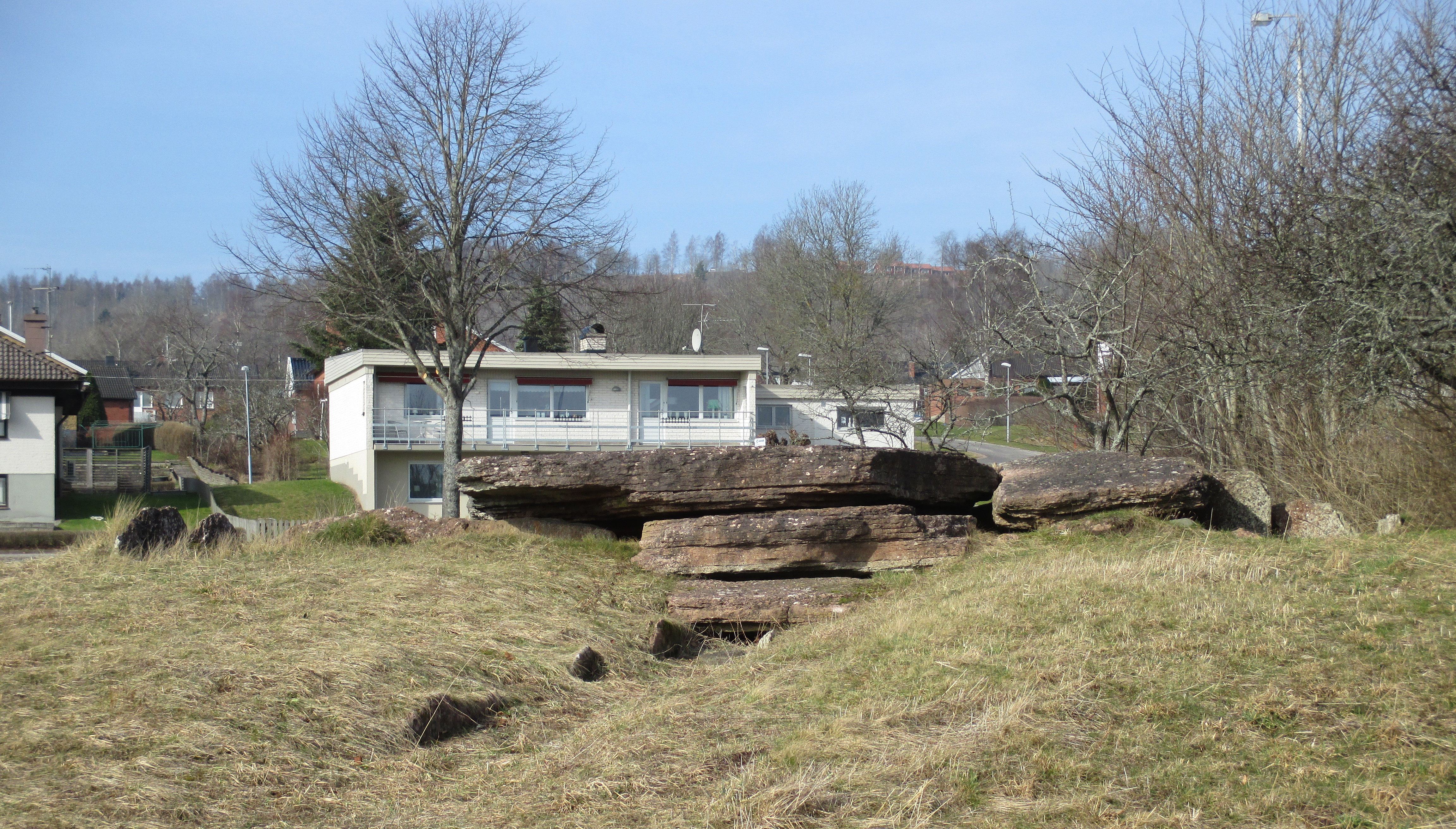
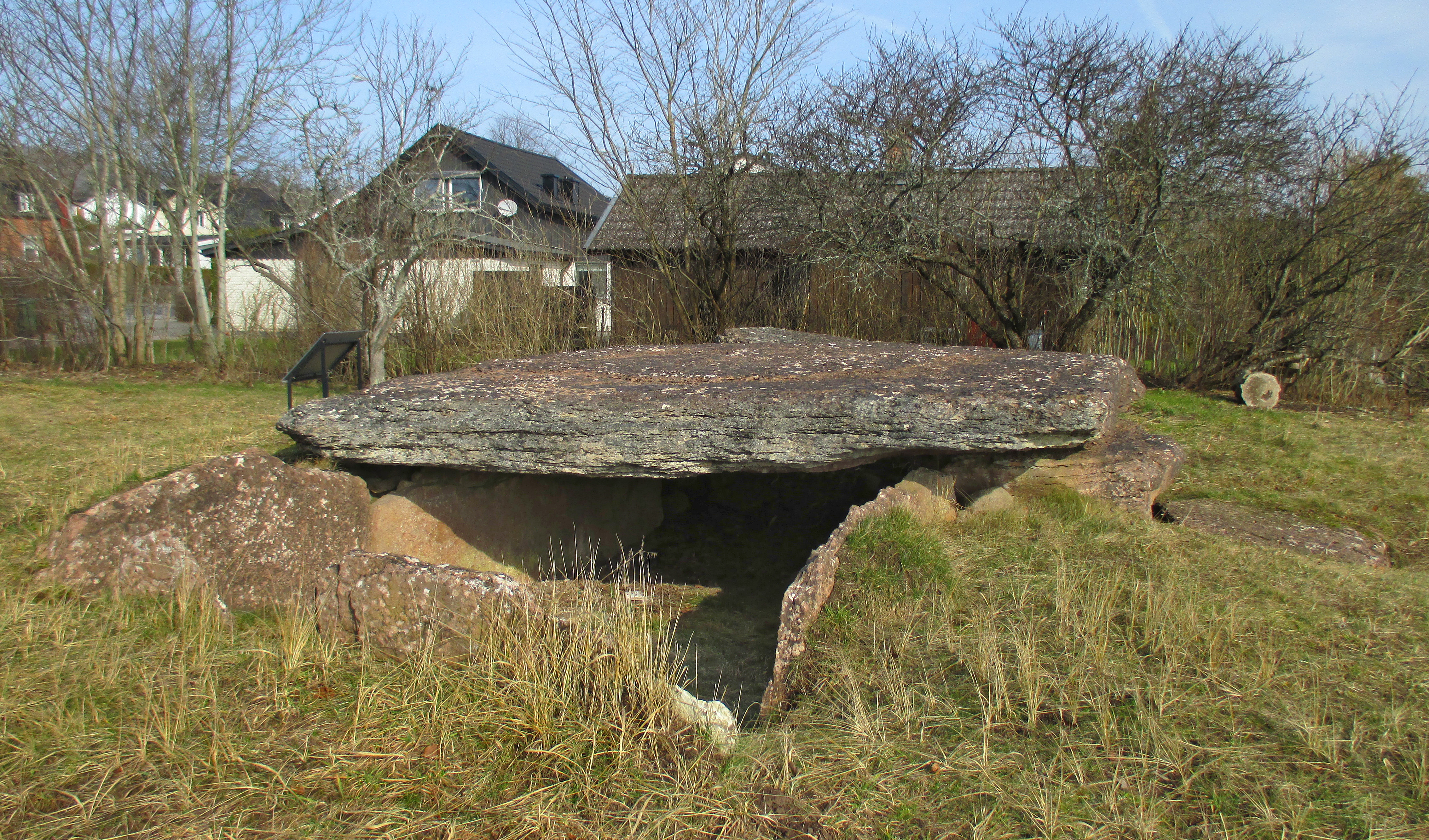
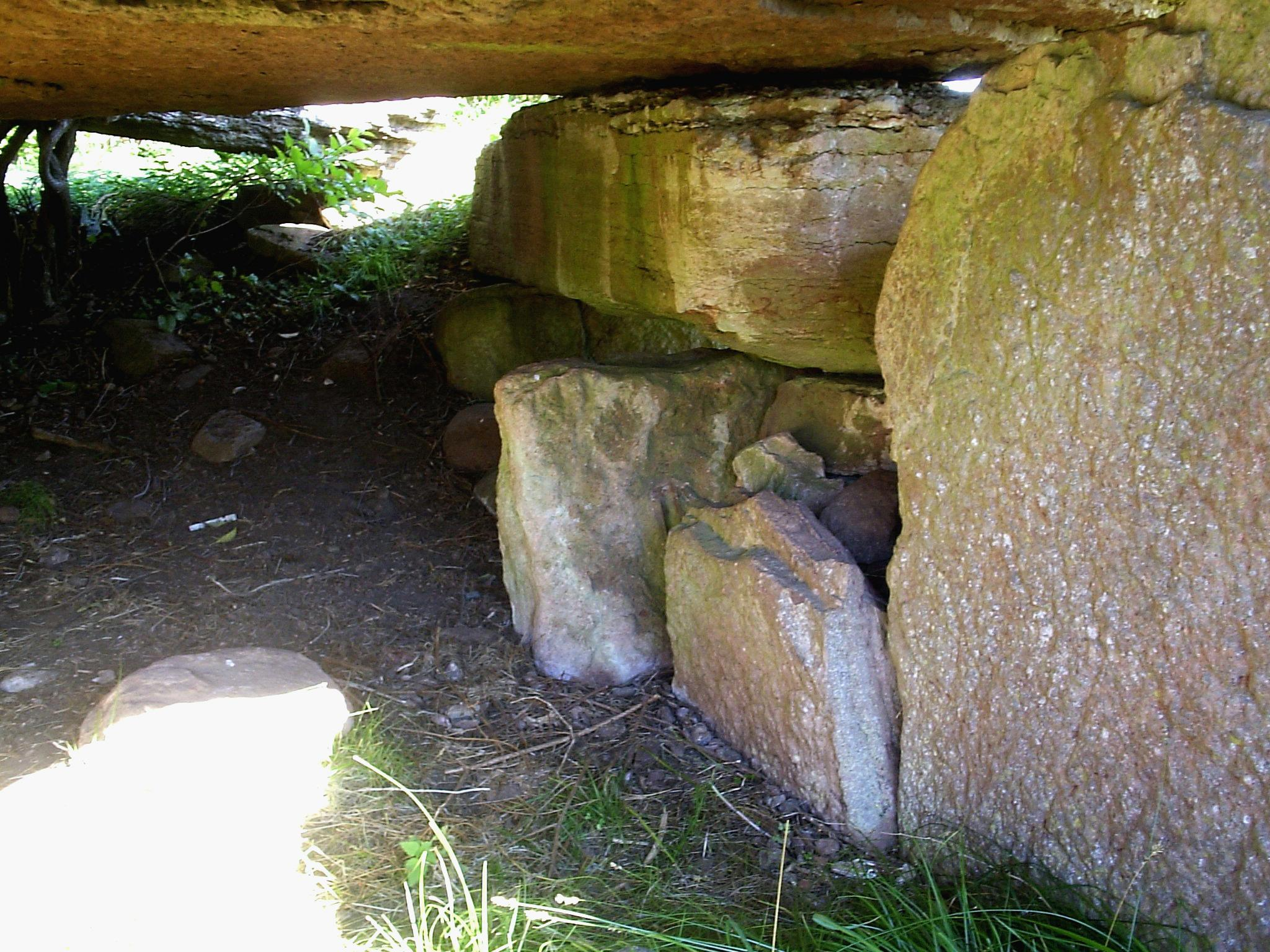
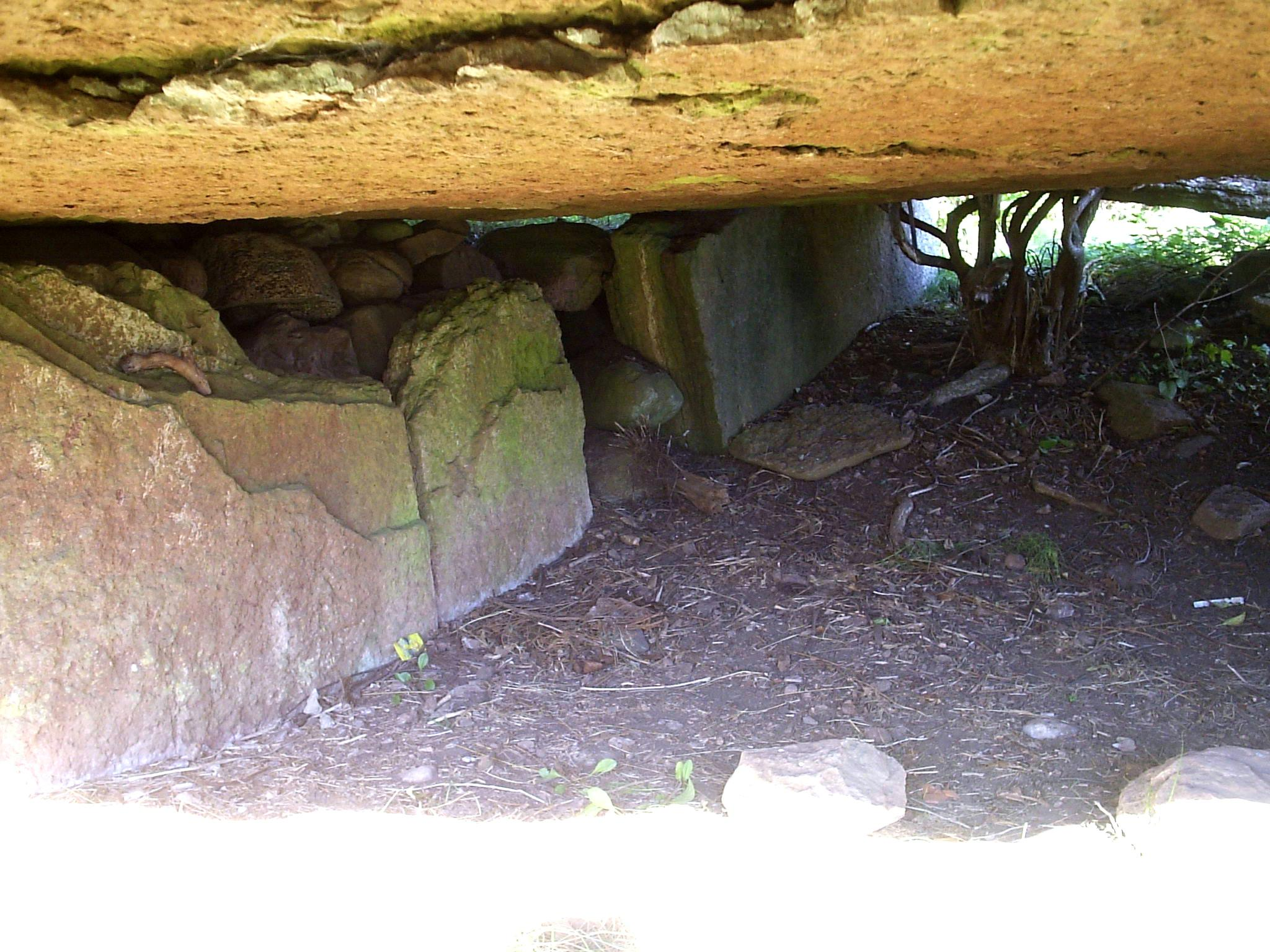

Die Anlage wurde 1952 ausgegraben. Dabei fand man Knochen, Feuersteinsplitt, eine Bernsteinperle, ein Schiefermesser und einen Doppelknopf aus Bronze. Daraus wurde geschlossen, dass Anlage in der Bronzezeit für Nachbestattungen genutzt wurde.
Namen, die sich auf einen König beziehen sind bei mehreren Megalithanlagen (Kung Rings Grav, Kung Östens Grav, bei Rösen Kung Tryggves grav), Runensteinen Kung Kåres sten und Bautasteinen (Kung Götriks sten, Kung Anes Sten, Kung Sigges sten bzw. Steinpaaren Kung Råds grav) anzutreffen, und in Dänemark noch häufiger. Großhügel mit einem Durchmesser von mehr als 30 Metern heißen in Schweden oft Kungshögen (deutsch „Königshügel“). Sie sind vorzugsweise um den Mälaren anzutreffen, einige Beispiele finden sich auch in anderen Landschaften. Die Großhügel stammen oft aus der jüngeren Eisenzeit. Einige der größten sind: Anundshög in Västmanland, Grönehög in Bohuslän, Högom in Medelpad, Inglinge hög in Småland, Kung Ranes hög in Västergötland, Ledbergs kulle in Östergötland, Randens hög in Halland, Skalunda hög in Västergötland, Ströbo hög in Västmanland und die drei Hügel in Alt-Uppsala in Uppland. Der auch als „Kung Björns hög“ bezeichnete Hagahögen im Hågadalen westlich von Uppsala, ein etwa 7,0 Meter hoher Grabhügel von 45,0 m Durchmesser, gilt als Skandinaviens goldreichstes Bronzezeitgrab.